# 花と涙
『花と涙』（はなとなみだ）は、1969年10月5日に発売された森進一の14枚目のシングル。

## 収録曲
- 両楽曲共に、作詞：川内康範／作曲：宮川泰

1. 花と涙（3分10秒）
編曲：森岡賢一郎
2. 恋にもたれて（3分28秒）
編曲：宮川泰